# Mwanzoli
Mwanzoli ist ein städtischer Verwaltungsbezirk (englisch Ward) des Distrikts Nzega (TC) in der tansanischen Region Tabora.

## Geografie
Mwanzoli ist ein Bezirk im westlichen zentralen Hochland von Tansania südöstlich der Distrikthauptstadt Nzega. Bei der Volkszählung 2022 lebten 8337 Menschen in 1422 Haushalten auf einer Fläche von 128 Quadratkilometern.
Der Bezirk grenzt im Osten an den Distrikt Igunga, im Südwesten an den Distrikt Nzega und nur im Westen und im Norden an zwei Bezirke des Distrikts Nzega (TC).
|           | Miguwa                                      | Ziba     |
| Kitangili | Kompassrose, die auf Nachbargemeinden zeigt | Ndembezi |
| Muhugi    |                                             | Ugaka    |

## Gliederung
Der Bezirk besteht aus drei Gemeinden (swahili Mtaa) mit 19 Orten (Kitongoji):
| Mwanzoli - Mongo - Isunga - Mwanzoli A - Mwanzoli B - Banhi A - Banhi B - Mwagedeli A - Mwagedeli B | Kitengwe - Kitengwe - Idoke - Iguma - Mwalulu - Sawewe - Ifundilo | Idudumo - Idudumo - Makambini - Idudumo Kati - Mwamabiti - Ng'oling'oli |

## Infrastruktur
- Bildung: Die Mwanzoli Secondary School ist eine staatliche weiterführende Schule, die Tagesschüler bis zur 4. Stufe ausbildet.[8]
- Gesundheit: In der Gemeinde Kitengwe liegt ein staatliches Gesundheitszentrum,[9] in Idudumo eine staatliche Apotheke.[10]